# Ферредоксины
Ферредокси́ны (от лат. ferrum — железо; сокращённо обозначается «Фд») — группа небольших (6—12 кДа) растворимых белков, содержащих железосерные кластеры и являющихся подвижными переносчиками электронов в ряде метаболических процессов. Обычно они переносят один или два электрона за счёт изменения окисленности атомов железа.
Термин «ферредоксин» был придуман Д. С. Вортоном из химической компании DuPont для обозначения железосодержащего белка, который Мортенсон, Валентайн, и Карнахан выделили из анаэробной бактерии Clostridium pasteurianum в 1962 году. В том же году Тагава и Арнон выделили подобный белок из хлоропластов шпината, и назвали его «хлоропластный ферредоксин». Этот ферредоксин участвует в циклическом и нециклическом транспорте электронов в реакциях фотосинтеза. При нециклическом транспорте ферредоксин является последним акцептором электронов, а затем окисляется ферментом ферредоксин-НАДФ+-редуктазой (шифр КФ 1.18.1.2), восстанавливая НАДФ+.
К другим биоорганическим переносчикам электронов относятся такие группы как рубредоксины, цитохромы, пластоцианины и белки, структурно схожие с белками Риске.
Современная классификация ферредоксинов основана главным образом на структуре железосерных кластеров и сравнении белковых последовательностей; принимается во внимание также значение окислительно-восстановительного потенциала и форма спектра поглощения.

## Fe2S2-ферредоксины
Члены семейства ферредоксинов 2Fe—2S имеют базовую белковую структуру, построенную по принципу бета(2)-альфа-бета(2). Сюда относятся путидаредоксин, терпредоксин и адренодоксин. Это белки из приблизительно сотни аминокислот с четырьмя консервативными остатками цистеина, к которым крепится кластер 2Fe—2S. Такой же консервативный домен обнаружен у ряда ферментов и многодоменных белков таких как альдегидоксидоредуктаза (на N-конце), ксантиноксидаза (N-конец), фталатдиоксигеназа (C-конец), в железосерный белок из сукцинатдегидрогеназы (N-конец) и метанмонооксигеназа (N-конец).

### Растительные ферредоксины
Впервые эту группу белков обнаружили в мембране хлоропластов, откуда она и получило своё название. Характерны для растений и принимают участие в транспорте электронов в ЭТЦ фотосинтеза. В строме хлоропластов ферредоксин выполняет две основные функции: в нециклическом потоке электронов он принимает электрон с железосерного кластера FB, который содержится в фотосистеме I, после чего передаёт его для восстановления НАДФ+ или же возвращает электрон назад в цепь электронного транспорта при циклическом потоке. Восстановленный ферредоксин в хлоропластах используется для восстановления:
1. окисленного никотинамидадениндинуклеотидфосфата (НАДФ+) — при участии ферредоксин-НАДФ+-редуктазы (ФНР),
2. нитрита в аммоний — при участии нитритредуктазы,
3. сульфита в сульфид — при участии сульфитредуктазы,
4. в реакции глутамин + 2-оксоглутарат → 2-глутамата — при участии глутаматсинтазы.

В бактериальной гидроксилирующей дегидрогеназной системе, окисляющей ароматику, они используются как промежуточные переносчики электронов между флавопротеинредуктазой и оксигеназой.

### Тиоредоксин-подобные ферредоксины
Ферредоксин Fe2S2 из Clostridium pasteurianum (Cp2FeFd) был отнесён к новому белковому семейству на основании его первичной структуры, спектроскопических характеристик его железосерного кластера и уникальной способности заменять два лигирующих остатка цистеина. Хотя физиологическая роль этого ферредоксина остаётся неясной, оказалось, что он специфически взаимодействует с молибден-железным белком нитрогеназы. Были обнаружены и исследованы гомологичные ферредоксины из Azotobacter vinelandii (Av2FeFdI) и Aquifex aeolicus (AaFd). Для ферредоксина AaFd была получена кристаллическая структура: оказалось, что он существует в форме димера. Сама пространственная структура мономера AaFd отличается от таковой у других Fe2S2-ферредоксинов. Его укладка относится к классу α+β: четыре β-листа и две α-спирали образуют один из вариантов тиоредоксиновой укладки.

### Адреноксин-подобные ферредоксины
Адреноксин (ферредоксин надпочечников) есть у всех млекопитающих, включая человека. Человеческий вариант этого белка обычно обозначают как «ферредоксин-1». К этой группе относятся адреноксин, путидаредоксин и терпредоксин. Это растворимые Fe2S2-белки, играющие роль одноэлектронных переносчиков. Адреноксин задействован в митохондриальной системе, где он переносит электрон от ферредоксин-НАДФ+ редуктазы к расположенному на мембране цитохрому P450. У бактерий путидаредоксин и терпредоксин переносят электроны между соответствующей НАДФН-зависимой ферредоксинредуктазой и растворимым цитохромом P450. Точная функция других членов этого семейства не ясна, хотя ферредоксин из кишечной палочки (Escherichia coli), как было показано, участвует в биогенезе кластеров Fe—S. Несмотря на низкую схожесть первичной структуры адреноксин-подобных и растительных ферредоксинов, оба типа белков обладают сходной третичной структурой и пространственной укладкой.
В организме человека ферредоксин-1 участвует в синтезе гормонов щитовидной железы. Кроме того, он переносит электроны от адреноксинредуктазы к цитохрому P450, который отщепляет боковую цепь от холестерина. Ферредоксин-1 способен связываться с металлами и белками. Его легко обнаружить в матриксе митохондрий.

## Fe4S4- и Fe3S4-ферредоксины
Ферредоксины, содержащие Fe4S4- и Fe3S4-кластеры, характерны для бактерий. Ферредоксины с кластером [Fe4S4] подразделяются на низкопотенциальные (бактериального типа) и высокопотенциальные ферредоксины. Низко- и высокопотенциальные ферредоксины связаны между собой следующей схемой окислительно-восстановительных реакций:
У низкопотенциальных ферредоксинов формальная степень окисления ионов железа может быть [2Fe3+, 2Fe2+] и [1Fe3+, 3Fe2+], а у высокопотенциальных — [3Fe3+, 1Fe2+] или [2Fe3+, 2Fe2+].

### Ферредоксины бактериального типа
Сюда относятся Fe4S4-ферредоксины, обнаруженные у бактерий. В свою очередь эту группу можно дальше разделить на подгруппы, опираясь на первичную структуру белка. Большинство представителей этой группы содержат по крайней мере один консервативный домен из четырёх остатков цистеина, связывающих кластер [Fe4S4]. У Pyrococcus furiosus в Fe4S4-ферредоксине один из этих консервативных остатков цистеина заменён на остаток аспарагиновой кислоты.
В ходе эволюции ферредоксинов бактериального типа происходили множественные дупликации, транспозиции и слияния генов, в результате чего появились белки сразу с несколькими железосерными кластерами. В некоторых бактериальных ферредоксинах образовавшиеся в результате удвоения гена домены потеряли один или более консервативный остаток серина. Такие домены либо утратили способность связывать железосерные кластеры либо связываются с [Fe3S4] или образуют структуры с двумя кластерами.
Для ряда однокластерных и двукластерных членов этой группы известна третичная структура. Их укладка принадлежит к классу α+β, с двумя-семью α-спиралями и четырьмя β-листами, которые образуют структуру, напоминающую бета-бочку, и выдающуюся вовне петлю с тремя проксимальными цистеиновыми лигандами железосерного кластера.

### Высокопотенциальные железосерные белки
Высокопотенциальный железосерные белки — это уникальное семейство ферредоксинов с кластером Fe4S4, которые участвуют в анаэробных цепях переноса электронов. У некоторых из них окислительно-восстановительный потенциал выше чем у любого другого белка с железосерным кластером (например, редокс-потенциал белка из Rhodopila globiformis составляет приблизительно 450 мВ). Для отдельных представителей известна третичная структура: их укладка принадлежит к классу α+β. Как и у остальных бактериальных ферредоксинов, их кластер [Fe4S4] обладает кубической структурой и связан с белком через четыре цистеиновых остатка.

## Белки человека из семейства ферредоксинов
- 2Fe—2S: AOX1, FDX1, FDX1L, NDUFS1, SDHB, XDH;
- 4Fe—4S: ABCE1, DPYD, NDUFS8.